# لئونید ایلیچوف
لئونید ایلیچوف (روسی: Леонид Георгиевич Ильичёв؛ زادهٔ ۳۰ ژانویهٔ ۱۹۴۸) شناگر اهل اتحاد جماهیر شوروی سوسیالیستی بود.
وی در مسابقات کشوری و بین‌المللی در مجموع برندهٔ ۳ مدال طلا، ۳ مدال نقره، ۴ مدال برنز شده‌است.